# Chapelle Saint-Remacle de Verlaine
La chapelle Saint-Remacle appelée aussi chapelle castrale Saint-Remacle est un ancien édifice religieux catholique classé situé au centre du village de Verlaine-sur-Ourthe dans la commune de Durbuy en province de Luxembourg (Belgique).

## Situation
La chapelle est bâtie à Verlaine-sur-Ourthe sur la place Vendôme, au centre du village. Elle occupe la partie nord-ouest d'un vieil ensemble bâti comprenant le château de Verlaine (qui la qualifie de castrale) et la ferme attenante. 
Il ne faut pas confondre la chapelle Saint-Remacle avec l'église Saint-Remacle de Verlaine construite en 1901/1902 à environ 150 m plus à l'ouest. Cette église a supplanté l'ancienne chapelle devenue trop exiguë.

## Historique
Cette chapelle a été construite vers 1771. En 1902, elle perd son statut d'église paroissiale qui revient à la nouvelle église Saint-Remacle. Le bâtiment est classé le 24 décembre 1958. Désaffectée, la chapelle est restaurée extérieurement en 1970 par l'architecte A. Welker alors que l'intérieur est refait entre 1989 et 1994 par l'ingénieur architecte Guy Colson. Elle sert actuellement de lieu de concerts ou d'expositions.
La chapelle fut peinte par Richard Heintz qui résida longtemps à Sy, village très proche et décéda à Verlaine-sur-Ourthe au bord de l'Ourthe en 1929 (stèle commémorative).

## Architecture
Contrairement à la ferme et au château voisins bâtis en pierre calcaire, la chapelle est construite en brique rehaussée de pierre bleue. Elle se compose d'une nef, de deux travées, d'une abside semi-circulaire, de fenêtres avec arcs en plein cintre et d'un clocheton carré. Le toit est recouvert d'ardoises. On remarquera la hauteur inhabituelle de cette chapelle par rapport à sa longueur et l'emploi d'une baie vitrée au-dessus de la porte d'entrée. Une sacristie est placée entre la chapelle et la voirie
.